# Вбий мене, зціли мене
Вбий мене, зціли мене (кор. 킬미, 힐미, англ. Kill Me, Heal Me) — південнокорейський серіал, який розповідає історію про Чха То Хьон, чеболя у третьму поколінні з розладам множинної особистості та О Рі Джін, ординаторки першого року психіатрії. Серіал виходив на телеканалі MBC TV щосереди і щочетверга з 7 січня по 12 березня 2015. У головних ролях Чі Сон, Хван Чон Им, Пак Со Джун, О Мін Сок, Кім Ю Рі.

## Сюжет
Унаслідок травми, отриманої в дитинстві, Ча До Хьон має множинний розлад особистості, їх у нього одразу сім. Приїхавши до Кореї, він знайомиться із психіатринею, О Рі Джін, яка потай стає його лікарем. У такий спосіб він починає згадувати, що з ним сталося в минулому. У той же час її брат-близнюк, О Рі Он, який є письменником на цілений на те, що розкрити правду про безсовісне життя багатії і тому починає стежити за До Хьоном.

## Акторський склад

### Головні ролі
- Чі Сон як Чха До Хьон / Сін Се Ґі / Перрі Пак / Ан Йо Соп / Ан Йо На / На На / Пан Х / Чха Чун Йон[2][3][4]
  - Лі То Хьон як Чха До Хьон у дитинстві

Чха До Хьон (Чха Чун Йон): Багатий бізнесмен з добросердечним характером, який любить допомагати іншим. Він є основною особистістю тіла. Проте з моменту, як він 11-річним дізнався, що в нього на множинна особистість, то з усіх сил намагається це приховати від сім'ї та друзів. У 17 серії розкривається, що його справжнє ім'я Чха Чун Йон.
Сін Се Ґі: Шалений молодий чоловік з байдужою поведінкою, який з'являється, коли Чха До Хьон відчуває жагу до насилля. Він може бути жорстоким, але він ніколи не скривдить дітей і жінок. Се Ґі витрумує весь біль До Хьон, так як він єдина особистість, що має всі спогади До Хьона. Його першим коханням є О Рі Джін.
Перрі Пак: 40-річний чоловік, який захоплюється риболовлею і вироблення бомб. Він з'являється, коли Чха До Хьон згадує ніжну сторону свого батько, до того, як вони повернулися до маєтку. Його ім'я походить від обіцянки, що дав До Хьон батьку. Вона полягала в тому, щоб купити йому човен з ім'я «Човен Перрі Пак». Він розмовляє на діалекті Чолла.
Ан Йо Соп: Суїцидальний, розумний 17-річний хлопчик, що є художником. Він вперше з'явився, коли Чха До Хьон намагався вчинити самогубство, коли він був у старшій школі. Він є братом-близнюком для Йо На.
Ан Йо На: Екстровертна та пустотлива 17-річна дівчина, яка любить айдолів. Вона з'являється, коли Чха До Хьон відчуває сильний біль і має ментальний стрес та при цьому намагається все це приховати. Вона запала на О Рі Она. Вона є сестрою-близнюком для Йо Сопа.
На На (Чха До Хьон): 7-річна дівчина, що має ведмедика з ім'ям Нана. Пізніше в серіалі розкривається, що її звати Чха До Хьон. Вона є втіленням страхів До Хьон, а також молодого втілення Рі Джін.
Пан Х: Містичний чоловік, як пізніше стане відомо, він є батьком На На.
- Хван Чон Им як О Рі Джін / Чха До Хьон[2][3][4]
  - Кім Мін Ґьоль як О Рі Джін у дитинстві

Сестра-близнюк для О Рі Она. Ординаторка першого року психіатрії, яка з усіх сил намагається утримати ідеальний образ, створений нею, щоб приховати свою справжню натуру. З першого погляду, вона виглядає гарною, ніжною і елегантною, але насправді вона запальна і безладна. За випадком обставин, Рі Джін стає таємним психологом для До Хьона, в якого вона з часом закохується. У 16 серії розкривається, що її справжнє ім'я Чха До Хьон.
- Пак Со Джун як О Рі Он[3][4]
  - Кім Є Джун як О Рі Он у дитинстві

Старший брат-близнюк для О Рі Джін. Його часто плутають з дурним простаком, хоча він насправді є відомий таємничий романіст під псевдонімом Омега, який досліджує сім'ю Синджін. Він також має ім'я О Хві, яке він використовує для фліртування з дівчатами.
- Кім Ю Рі як Хан Чхе Йон[4]

Вона є першим коханням ДО Хьона та наречена Кі Джуна. Чхе Йон є холодною і гордою жінкою.
- О Мін Сок як Чха Кі Джун

Президент ID Entertainment, він є впевненим і компетентним кузином ДО Хьона. Кі Джун і ДО Хьон є суперниками, що змагаються за право успадкувати компанію їхньої сім'ї.

### Другорядні ролі

#### Сім'я То Хьона
- Кім Йон Е як Со Тхе Ім
- Сім Хє Джін як Сін Хва Ран
- Мьон Се Бін як Мін Со Йон
- Ан Не Сан як Чха Чун Пхьо
- Кан Йон Ґон як Чха Кон Хо

#### Помічники То Хьона
- Ко Чхан Сок як Сок Хо Пхіль
- Чхве Вон Йон як Ан Ґук

#### Сім'я Рі Джін
- Кім Хі Джон як Чі Сун Йон
- Пак Чун Ґю як О Те О
- Кім Іль У як Чха Йон Пхьо

#### Сім'я Кі Джуна
- Кім На Ун як Юн Ча Ґьон
- Кім Хьон Джу як Пек Чін Сук

## Оригінальні звукові доріжки

### Повний альбом
| Kill Me, Heal Me (Original Television Soundtrack) | Kill Me, Heal Me (Original Television Soundtrack)          | Kill Me, Heal Me (Original Television Soundtrack) | Kill Me, Heal Me (Original Television Soundtrack) | Kill Me, Heal Me (Original Television Soundtrack) | Kill Me, Heal Me (Original Television Soundtrack) |
| #                                                 | Назва                                                      | Автор слів                                        | Автор музики                                      | Виконавець                                        | Тривалість                                        |
| ------------------------------------------------- | ---------------------------------------------------------- | ------------------------------------------------- | ------------------------------------------------- | ------------------------------------------------- | ------------------------------------------------- |
| 1.                                                | «Hallucination (Feat. NaShow)» (환청 (Feat. 나쑈(NaShow))) | Mafly, NaShow                                     | ZigZagNote                                        | Чан Че Ін                                         | 3:29                                              |
| 2.                                                | «Healing Love»                                             | Mafly                                             | ZigZagNote                                        | Луна та Чхо Ї (з LU: KUS)                         | 4:11                                              |
| 3.                                                | «Secrets Can't Tell» (말할 수 없는 비밀)                   | Лі Чі Ин                                          | 소년비행                                          | Мун Мьон Джін                                     | 4:26                                              |
| 4.                                                | «Strange Feeling» (이런 기분)                              | Лі Ю Рім                                          | Лі Ю Рім, Йом Хє Рі                               | Лі Ю Рім                                          | 3:34                                              |
| 5.                                                | «Letting You Go» (너를 보낸다)                             | Кім Мі Джін                                       | Кім Бом Джу                                       | Пак Со Джун                                       | 4:07                                              |
| 6.                                                | «Manchurian Violet» (제비꽃)                               | Чо Тон Джін                                       | Чо Тон Джін                                       | Чі Сон                                            | 3:54                                              |
| 7.                                                | «Hallucination (Inst.)» (환청 (Inst.))                     |                                                   | ZigZagNote                                        | Чан Че Ін                                         | 3:29                                              |
| 8.                                                | «Healing Love (Inst.)»                                     |                                                   | ZigZagNote                                        | Луна та Чхо Ї (з LU: KUS)                         | 4:11                                              |
| 9.                                                | «Secrets Can't Tell (Inst.)» (말할 수 없는 비밀 (Inst.))   |                                                   | 소년비행                                          | Мун Мьон Джін                                     | 4:26                                              |
| 10.                                               | «Strange Feeling (Inst.)» (이런 기분 (Inst.))              |                                                   | Лі Ю Рім, Йом Хє Рі                               | Лі Ю Рім                                          | 3:34                                              |
| 11.                                               | «Kill Me»                                                  |                                                   | Пак Чін Хьон                                      | Різні виконавці                                   | 2:26                                              |
| 12.                                               | «I Am Shin Se Gi»                                          |                                                   | Тон Мін Хо                                        | Різні виконавці                                   | 3:29                                              |
| 13.                                               | «Beyond Recollection»                                      |                                                   | Ю Тхе Джін                                        | Різні виконавці                                   | 3:58                                              |
| 14.                                               | «Freak»                                                    |                                                   | Лі Йон Дже                                        | Різні виконавці                                   | 2:17                                              |
| 15.                                               | «Childhood»                                                |                                                   | Кім Тхе Джін                                      | Різні виконавці                                   | 2:01                                              |
| 16.                                               | «Who Are You?»                                             |                                                   | Пак Чін Хьон                                      | Різні виконавці                                   | 2:37                                              |
| 17.                                               | «Driving To The Past»                                      |                                                   | Ю Тхе Джін                                        | Різні виконавці                                   | 3:40                                              |
| 18.                                               | «I Am Cha Do Hyun»                                         |                                                   | Пак Чі Вон                                        | Різні виконавці                                   | 2:16                                              |
| 19.                                               | «Heal Me»                                                  |                                                   | Пак Чін Хьон                                      | Різні виконавці                                   | 2:46                                              |

### Альбом частинами
| Kill Me, Heal Me (Original Television Soundtrack), Part 1 | Kill Me, Heal Me (Original Television Soundtrack), Part 1  | Kill Me, Heal Me (Original Television Soundtrack), Part 1 | Kill Me, Heal Me (Original Television Soundtrack), Part 1 | Kill Me, Heal Me (Original Television Soundtrack), Part 1 | Kill Me, Heal Me (Original Television Soundtrack), Part 1 |
| #                                                         | Назва                                                      | Автор слів                                                | Автор музики                                              | Виконавець                                                | Тривалість                                                |
| --------------------------------------------------------- | ---------------------------------------------------------- | --------------------------------------------------------- | --------------------------------------------------------- | --------------------------------------------------------- | --------------------------------------------------------- |
| 1.                                                        | «Hallucination (Feat. NaShow)» (환청 (Feat. 나쑈(NaShow))) | Mafly, NaShow                                             | ZigZagNote                                                | Чан Че Ін                                                 | 3:29                                                      |
| 2.                                                        | «Hallucination (Inst.)» (환청 (Inst.))                     |                                                           | ZigZagNote                                                | Чан Че Ін                                                 | 3:29                                                      |

| Kill Me, Heal Me (Original Television Soundtrack), Part 2 | Kill Me, Heal Me (Original Television Soundtrack), Part 2 | Kill Me, Heal Me (Original Television Soundtrack), Part 2 | Kill Me, Heal Me (Original Television Soundtrack), Part 2 | Kill Me, Heal Me (Original Television Soundtrack), Part 2 | Kill Me, Heal Me (Original Television Soundtrack), Part 2 |
| #                                                         | Назва                                                     | Автор слів                                                | Автор музики                                              | Виконавець                                                | Тривалість                                                |
| --------------------------------------------------------- | --------------------------------------------------------- | --------------------------------------------------------- | --------------------------------------------------------- | --------------------------------------------------------- | --------------------------------------------------------- |
| 1.                                                        | «Healing Love»                                            | Mafly                                                     | ZigZagNote                                                | Луна та Чхо Ї (з LU: KUS)                                 | 4:11                                                      |
| 2.                                                        | «Healing Love (Inst.)»                                    |                                                           | ZigZagNote                                                | Луна та Чхо Ї (з LU: KUS)                                 | 4:11                                                      |

| Kill Me, Heal Me (Original Television Soundtrack), Part 3 | Kill Me, Heal Me (Original Television Soundtrack), Part 3 | Kill Me, Heal Me (Original Television Soundtrack), Part 3 | Kill Me, Heal Me (Original Television Soundtrack), Part 3 | Kill Me, Heal Me (Original Television Soundtrack), Part 3 | Kill Me, Heal Me (Original Television Soundtrack), Part 3 |
| #                                                         | Назва                                                     | Автор слів                                                | Автор музики                                              | Виконавець                                                | Тривалість                                                |
| --------------------------------------------------------- | --------------------------------------------------------- | --------------------------------------------------------- | --------------------------------------------------------- | --------------------------------------------------------- | --------------------------------------------------------- |
| 1.                                                        | «Secrets Can't Tell» (말할 수 없는 비밀)                  | Лі Чі Ин                                                  | 소년비행                                                  | Мун Мьон Джін                                             | 4:26                                                      |
| 2.                                                        | «Secrets Can't Tell (Inst.)» (말할 수 없는 비밀 (Inst.))  |                                                           | 소년비행                                                  | Мун Мьон Джін                                             | 4:26                                                      |

| Kill Me, Heal Me (Original Television Soundtrack), Part 4 | Kill Me, Heal Me (Original Television Soundtrack), Part 4 | Kill Me, Heal Me (Original Television Soundtrack), Part 4 | Kill Me, Heal Me (Original Television Soundtrack), Part 4 | Kill Me, Heal Me (Original Television Soundtrack), Part 4 | Kill Me, Heal Me (Original Television Soundtrack), Part 4 |
| #                                                         | Назва                                                     | Автор слів                                                | Автор музики                                              | Виконавець                                                | Тривалість                                                |
| --------------------------------------------------------- | --------------------------------------------------------- | --------------------------------------------------------- | --------------------------------------------------------- | --------------------------------------------------------- | --------------------------------------------------------- |
| 1.                                                        | «Strange Feeling» (이런 기분)                             | Лі Ю Рім                                                  | Лі Ю Рім, Йом Хє Рі                                       | Лі Ю Рім                                                  | 3:34                                                      |
| 2.                                                        | «Strange Feeling (Inst.)» (이런 기분 (Inst.))             |                                                           | Лі Ю Рім, Йом Хє Рі                                       | Лі Ю Рім                                                  | 3:34                                                      |

| Kill Me, Heal Me (Original Television Soundtrack), Part 5 | Kill Me, Heal Me (Original Television Soundtrack), Part 5 | Kill Me, Heal Me (Original Television Soundtrack), Part 5 | Kill Me, Heal Me (Original Television Soundtrack), Part 5 | Kill Me, Heal Me (Original Television Soundtrack), Part 5 | Kill Me, Heal Me (Original Television Soundtrack), Part 5 |
| #                                                         | Назва                                                     | Автор слів                                                | Автор музики                                              | Виконавець                                                | Тривалість                                                |
| --------------------------------------------------------- | --------------------------------------------------------- | --------------------------------------------------------- | --------------------------------------------------------- | --------------------------------------------------------- | --------------------------------------------------------- |
| 1.                                                        | «Letting You Go» (너를 보낸다)                            | Кім Мі Джін                                               | Кім Бом Джу                                               | Пак Со Джун                                               | 4:07                                                      |
| 2.                                                        | «Letting You Go (Inst.)» (너를 보낸다 (Inst.))            |                                                           | Кім Бом Джу                                               | Пак Со Джун                                               | 4:07                                                      |

### Активність в чартах
| Назва                                      | Рік  | Найвища позиція | Ремарки | Прим.  |
| Назва                                      | Рік  | KOR             | Ремарки | Прим.  |
| ------------------------------------------ | ---- | --------------- | ------- | ------ |
| «Hallucination (Feat. NaShow)» (Чан Че Ін) | 2015 | 12              | Part 1  | [ 18 ] |
| «Healing Love» (Луна та Чхо Ї (з LU: KUS)) | 2015 | 98              | Part 2  | [ 19 ] |
| «Secrets Can't Tell» (Мун Мьон Джін)       | 2015 | 46              | Part 3  | [ 20 ] |
| «Letting You Go» (Пак Со Джун)             | 2015 | 91              | Part 5  | [ 21 ] |

## Рейтинги
Найнижчі рейтинги позначені синім кольором, а найвищі — червоним кольором.
| Серія            | Дата показу      | Середнє значення кількості переглядів | Середнє значення кількості переглядів | Середнє значення кількості переглядів | Середнє значення кількості переглядів |
| Серія            | Дата показу      | TNmS                                  | TNmS                                  | AGB Nielsen                           | AGB Nielsen                           |
| Серія            | Дата показу      | Загальнонаціональні                   | Сеул                                  | Загальнонаціональні                   | Сеул                                  |
| ---------------- | ---------------- | ------------------------------------- | ------------------------------------- | ------------------------------------- | ------------------------------------- |
| 1                | 7 січня 2015     | 8,7 %                                 | 11,1 %                                | 9,2 %                                 | 10,3 %                                |
| 2                | 8 січня 2015     | 8,0 %                                 | 11,2 %                                | 8,9 %                                 | 9,6 %                                 |
| 3                | 14 січня 2015    | 8,5 %                                 | 11,3 %                                | 10,3 %                                | 11,2 %                                |
| 4                | 15 січня 2015    | 8,4 %                                 | 10,4 %                                | 9,4 %                                 | 10,8 %                                |
| 5                | 21 січня 2015    | 8,6 %                                 | 11,3 %                                | 9,5 %                                 | 10,5 %                                |
| 6                | 22 січня 2015    | 9,2 %                                 | 12,3 %                                | 9,9 %                                 | 10,9 %                                |
| 7                | 28 січня 2015    | 9,4 %                                 | 12,0 %                                | 9,6 %                                 | 10,6 %                                |
| 8                | 29 січня 2015    | 9,8 %                                 | 12,3 %                                | 11,5 %                                | 12,5 %                                |
| 9                | 4 лютого 2015    | 10,2 %                                | 12,5 %                                | 10,5 %                                | 11,3 %                                |
| 10               | 5 лютого 2015    | 10,9 %                                | 13,5 %                                | 11,0 %                                | 12,2 %                                |
| 11               | 11 лютого 2015   | 11,2 %                                | 14,7 %                                | 10,9 %                                | 12,0 %                                |
| 12               | 12 лютого 2015   | 10,2 %                                | 14,1 %                                | 11,4 %                                | 12,3 %                                |
| 13               | 18 лютого 2015   | 11,0 %                                | 14,1 %                                | 10,3 %                                | 11,1 %                                |
| 14               | 19 лютого 2015   | 10,1 %                                | 13,2 %                                | 9,4 %                                 | 9,6 %                                 |
| 15               | 25 лютого 2015   | 11,2 %                                | 14,6 %                                | 10,5 %                                | 11,3 %                                |
| 16               | 26 лютого 2015   | 10,7 %                                | 12,8 %                                | 10,4 %                                | 11,2 %                                |
| 17               | 4 березня 2015   | 12,1 %                                | 15,0 %                                | 11,5 %                                | 12,5 %                                |
| 18               | 5 березня 2015   | 10,6 %                                | 13,0 %                                | 9,8 %                                 | 11,0 %                                |
| 19               | 11 березня 2015  | 10,7 %                                | 13,4 %                                | 9,2 %                                 | 10,0 %                                |
| 20               | 12 березня 2015  | 10,5 %                                | 13,1 %                                | 9,4 %                                 | 10,6 %                                |
| Середнє значення | Середнє значення | 10,0 %                                | 12,8 %                                | 10,1 %                                | 11,1 %                                |

## Нагороди та номінації
| Рік  | Нагорода                                            | Категорія                                                     | Отримувач                                                    | Результат | Примітки      |
| ---- | --------------------------------------------------- | ------------------------------------------------------------- | ------------------------------------------------------------ | --------- | ------------- |
| 2015 | 51-ша Премія мистецтв Пексан                        | Найкращий серіал                                              | «Вбий мене, зціли мене»                                      | Номінація | [ 23 ]        |
| 2015 | 51-ша Премія мистецтв Пексан                        | Найкраща режисерська робота (ТБ)                              | Кім Чін Ман                                                  | Номінація | [ 23 ]        |
| 2015 | 51-ша Премія мистецтв Пексан                        | Найкраща чоловіча роль (ТБ)                                   | Чі Сон                                                       | Номінація | [ 23 ]        |
| 2015 | 51-ша Премія мистецтв Пексан                        | Найкращий сценарій (ТБ)                                       | Чін Су Ван                                                   | Номінація | [ 23 ]        |
| 2015 | 51-ша Премія мистецтв Пексан                        | Нагорода за популярність (чоловіки)                           | Чі Сон                                                       | Номінація | [ 23 ]        |
| 2015 | 51-ша Премія мистецтв Пексан                        | Нагорода за популярність (чоловіки)                           | Пак Со Джун                                                  | Номінація | [ 23 ]        |
| 2015 | 51-ша Премія мистецтв Пексан                        | Нагорода за популярність (жінки)                              | Хван Чон Им                                                  | Номінація | [ 23 ]        |
| 2015 | 10-та Сеульська міжнародна премія драми             | Видатна корейська драма, Нагорода за високу майстерність      | «Вбий мене, зціли мене»                                      | Перемога  | [ 24 ]        |
| 2015 | 10-та Сеульська міжнародна премія драми             | Видатна корейська драма, Найкраща акторка                     | Хван Чон Им                                                  | Перемога  | [ 24 ]        |
| 2015 | 10-та Сеульська міжнародна премія драми             | Найкращий актор                                               | Чі Сон                                                       | Номінація | [ 25 ]        |
| 2015 | 8-ма Премія Корейської драми                        | Великий приз (Тесан)                                          | Чі Сон                                                       | Номінація | [ 26 ] [ 27 ] |
| 2015 | 8-ма Премія Корейської драми                        | Найкраща драма                                                | «Вбий мене, зціли мене»                                      | Номінація | [ 26 ] [ 27 ] |
| 2015 | 8-ма Премія Корейської драми                        | Нагорода за високу майстерність, Акторка                      | Хван Чон Им                                                  | Номінація | [ 26 ] [ 27 ] |
| 2015 | 8-ма Премія Корейської драми                        | Найкращий режисер                                             | Кім Чін Нам                                                  | Номінація |               |
| 2015 | 8-ма Премія Корейської драми                        | Найкращий OST                                                 | «Auditory Hallucination» (виконана Чан Че Ін (feat. NaShow)) | Перемога  | [ 28 ]        |
| 2015 | 4-та APAN Star Awards                               | Нагорода за високу майстерність, Найкращий актор мінісеріалу  | Чі Сон                                                       | Номінація | [ 29 ]        |
| 2015 | 4-та APAN Star Awards                               | Нагорода за майстерність, Найкращий актор мінісеріалу         | Пак Со Джун                                                  | Номінація | [ 29 ]        |
| 2015 | Премія MBC драма                                    | Великий приз (Тесан)                                          | Хван Чон Им                                                  | Номінація |               |
| 2015 | Премія MBC драма                                    | Великий приз (Тесан)                                          | Чі Сон                                                       | Перемога  | [ 30 ]        |
| 2015 | Премія MBC драма                                    | Драма року                                                    | «Вбий мене, зціли мене»                                      | Перемога  | [ 30 ]        |
| 2015 | Премія MBC драма                                    | Нагорода за високу майстерність, Найкращий актор мінісеріалу  | Чі Сон                                                       | Перемога  | [ 30 ]        |
| 2015 | Премія MBC драма                                    | Нагорода за високу майстерність, Найкраща акторка мінісеріалу | Хван Чон Им                                                  | Перемога  | [ 30 ]        |
| 2015 | Премія MBC драма                                    | Нагорода за майстерність, Найкращий актор мінісеріалу         | Пак Со Джун                                                  | Перемога  | [ 30 ]        |
| 2015 | Премія MBC драма                                    | Продюсерська нагорода                                         | Хван Чон Им                                                  | Перемога  | [ 30 ]        |
| 2015 | Премія MBC драма                                    | Топ 10 зірок                                                  | Пак Со Джун                                                  | Перемога  | [ 30 ]        |
| 2015 | Премія MBC драма                                    | Топ 10 зірок                                                  | Хван Чон Им                                                  | Перемога  | [ 30 ]        |
| 2015 | Премія MBC драма                                    | Топ 10 зірок                                                  | Чі Сон                                                       | Перемога  | [ 30 ]        |
| 2015 | Премія MBC драма                                    | Нагорода за популярність (актори)                             | Пак Со Джун                                                  | Перемога  | [ 30 ]        |
| 2015 | Премія MBC драма                                    | Нагорода за популярність (актори)                             | Чі Сон                                                       | Номінація |               |
| 2015 | Премія MBC драма                                    | Нагорода за популярність (акторки)                            | Хван Чон Им                                                  | Перемога  | [ 30 ]        |
| 2015 | Премія MBC драма                                    | Найкраща пара                                                 | Чі Сон та Пак Со Джун                                        | Перемога  | [ 30 ]        |
| 2015 | Премія MBC драма                                    | Найкраща пара                                                 | Чі Сон та Хван Чон Им                                        | Номінація |               |
| 2016 | Премія корейських продюсерів                        | Найкращий артист, категорія ТБ актор                          | Чі Сон                                                       | Перемога  | [ 31 ]        |
| 2016 | Міжнародний кінофестиваль WorldFest-Houston         | Телесеріал — Драматичний (Платинова Ремі)                     | «Вбий мене, зціли мене»                                      | Перемога  | [ 32 ]        |
| 2016 | Премія мовників Комісії зі зв'язку Республіки Корея | Нагорода за майстерність, Категорія Корейська хвиля           | «Вбий мене, зціли мене»                                      | Перемога  | [ 33 ]        |
| 2016 | 4-та Премія DramaFever                              | Найкращий актор                                               | Чі Сон                                                       | Перемога  | [ 34 ]        |

## Ремейки
У 2017 році вийшов китайський ремейк серіалу під назвою «Людина з сімома обличчями» на платформі Tencent. Крім того також було продано права для створення європейського ремейку серіалу. Проте, станом на 2022 рік, немає інформацію щодо того, що починалося знімання європейського ремейку.